# Religion en Pologne
Religion en Pologne (2021)
- Catholicisme (71,3 %)
- Autres dénominations chrétiennes (1,2 %)
- Sans réponse (20,6 %)
- Sans religion (6,9 %)

Jusqu'à la Seconde Guerre mondiale, plusieurs religions étaient fortement représentées en Pologne : les minorités substantielles juive, protestante et chrétienne orthodoxe ont coexisté durant plusieurs siècles avec la majorité catholique. En raison de l’expulsion et la fuite des populations allemandes et ukrainiennes après la Seconde Guerre mondiale, la Pologne est devenue primordialement catholique.

## Histoire
Les préhistoire et protohistoire de la Pologne restent mal connues : culture lusacienne.
- Stèles turco-mongoles et eurasiatiques, dont l'idole du Zbroutch
- Stèles anthropomorphes
- Sites archéologiques en Pologne

### Origines
Les peuples germains sont longtemps présents dans la région (et/ou dans la Scandza) : Goths, Wisigoths, Ruges, Gépides, Vandales, Burgondes... De là, certaine présence de la mythologie germanique au moins depuis la Culture de Wielbark-Willenberg.
Les Slaves occidentaux, partie des  Slaves avec des langues balto-slaves, apparaissent en Europe lors des grandes migrations des Ve – VIe siècles et façonnent la Pologne au haut Moyen Âge : Wendes (Sorabes), Antes, Vénètes de la Vistule, Polanes, Vislanes, Goplanes, Slézanes...
Ils pratiquent une forme de polythéisme, qu'on dénomme paganisme slave et/ou mythologie slave, mythologie biélorusse : liste des divinités slaves, folklore slave (en).
Une minorité pratique également la Zagovory (en), magie traditionnelle des Slaves orientaux.

### Christianisme
Tous ces aspects germaniques puis slaves s'amenuisent et disparaissent progressivement à partir de 863 avec les missions chrétiennes menées sous la direction de Cyrille et Méthode, qui introduisent les notions christiques et mettent par écrit l'histoire autochtone : christianisation de la Rus' de Kiev à partir de 867, christianisation de la Poméranie (en) après 948.
Vers 1030, culminent des mouvements socio-politiques de réaction païenne en Pologne (en). La destruction de Gniezno par les Tchèques en 1038 en est un événement important.
Une personnalité semi-légendaire marquante est Bolesław l'Oublié (en) (ou le Cruel).
Au XIIe siècle, s'engage un mouvement de colonisation germanique vers l'est, ou Drang nach Osten, Marche vers l'Est expansionniste et prussienne, globalement menée par l'Ordre Teutonique, qui mène à l'État monastique des chevaliers Teutoniques (1226-1525). La Hanse (XIIe – XVIIe siècles), mène son effort de commercialisation, colonisation, germanisation (Germania Slavica) et évangélisation en Mer du Nord et en Mer Baltique. 
Parmi les mouvements millénaristes, en période de peste, la référence reste (plus au Sud) l'hussitisme : Église hussite, Jan Hus (1372-1415), Édit de Wieluń (en) (1424, mise hors-la-loi de l'hussitisme). L'histoire du christianisme en Pologne (en) est riche également en ce domaine, d'autant qu'une partie de la Pologne actuelle fait partie du Saint-Empire romain germanique (962-1806).
- Histoire du christianisme en Pologne (en)
- Christianisation de la Pologne (966-)
- Réaction païenne en Pologne (en) (1030-1040)
- Christianisation de la Poméranie (en) (1124-1168) par Othon de Bamberg (1060-1139)
- Histoire du protestantisme en Pologne (rubriques)

### Judaïsme
L'arrivée des premiers Juifs en Pologne remonterait au Xe siècle. 
En Pologne, la Charte de Kalisz (1264) fixe les libertés juives, pour une relative autonomie juive (en langue yiddish) en Pologne jusqu'en 1795.
L'histoire des Juifs en Pologne (et dans la région) est exceptionnellement 
- riche : hassidisme, sabbatéïsme, frankisme (Jacob Frank (1726-1791)), Haskala, karaïsme...
- et douloureuse : antisémitisme, pogroms, Judenjagd, épuration, holocauste...
- Voir 
  - Chronologie de l'histoire des Juifs en Pologne, Musée de l'Histoire des Juifs polonais, Littérature yiddish
  - Zone de résidence pour les Juifs dans l'Empire russe (territoires définis par décrets successifs)

### Islam
Les Tatars sont présents en Lituanie depuis le XIVe siècle, lorsque Vytautas le Grand (Grand duc de Lituanie de 1392 à 1430) leur accorde des terres, près de Trakai et en Biélorussie, en échange de leur participation aux campagnes militaires. Une communauté musulmane se forme alors et essaie de maintenir ses traditions. Aujourd'hui, seul le village de Kruszyniany, dernier village tatar du powiat de Sokółka, a encore une mosquée en bois du XVIIIe siècle et un cimetière musulman tatare du XVIIe siècle.
Jakub Szynkiewicz (en), né dans une famille tatar en 1884, sera le premier mufti de la nouvelle Pologne indépendante en 1925. Par la suite, la plupart des tatars émigreront, aux Etats-Unis notamment. La Powers Street Mosque (en) fut notamment fondée par un petit groupe de tatars baltiques originaire de Białystok.
L'islam est aujourd'hui très peu présent en Pologne, les statistiques officielles font état de seulement 20 000 musulmans, essentiellement issue de population immigrée.
- Islam en Pologne (en)
- Mosquée de Bohoniki (en) en bois
- Mosquée de Kruszyniany (en) en bois
- Islamophobie en Pologne
- Turcs en Pologne (en)
- Polonais musulmans (en)

### XVIe–XVIIesiècles
- Histoire du catholicisme en Pologne (rubriques) (en)
- Histoire du protestantisme en Pologne (rubriques) (en)
  - Mennonites du delta de la Vistule
- Humanisme, Renaissance, Lelio Sozzini (Socin, 1525-1562), Franco de Franco (en) (1585-1611)

Les points forts de la réforme protestante en Pologne sont :
- Petite Église polonaise (Frères polonais, Ecclesia Minor, Minor Reformed Church of Poland, 1556), Piotr de Goniądz (1525-1573)
- Synodes de Pińczów (1550-1563), Académie Pińczów (en)
- Consensus de Sandomierz (en) (1570), Confédération de Varsovie (1573)
- Anabaptisme, mennonisme, socinianisme, antitrinitarisme, unitarisme...
- Raków (Kielce), Catéchisme rakowien (en) (officiellement en 1605), Académie Rakowienne (en) (Gymnasium Bonarum Artium, 1602-1638), avant dissolution, expulsion et exil en principauté de Transylvanie

La Réforme protestante, globalement allemande, ou du moins sur les territoires du Saint-Empire romain germanique, s'accompagne d'une réforme radicale en lien avec des insurrections paysannes (jacqueries, révolte des croquants) tout autant préoccupées d'un christianisme plus authentique.
Sur le territoire de la Pologne des différentes époques, la seule rébellion qui émerge reste le soulèvement de Khmelnytsky (1648-1657), en Ukraine, qui met en cause (en pays plutôt orthodoxe) la noblesse polonaise et ses intermédiaires karaïtes.
Après le Concile de Trente (1545-1563), la Contre-Réforme, globalement menée par les Jésuites sur un siècle (1550-1650), se développe (dans un contexte international difficile). La Contre-Réforme en Pologne (en) vise à rééduquer la population paysanne restée catholique, et surtout à éradiquer le protestantisme de la classe dirigeante et des réfugiés (de Tchéquie et d'ailleurs), et à surveiller le judaïsme jugé trop présent. 
Un âge d'or de la Pologne se situe vers 1640-1660, alors que la république des Deux Nations s'étend de la Baltique à la mer Noire, avec une forte population orthodoxe tolérée.
Le Déluge (déluge suédois, potop szwedzki, švedų tvanas), (1655-1666) désigne l'invasion, l'occupation et la destruction. La Pologne sort très affaiblie de ce désastre. Dès 1658, la population rejette tout ce qui est ressenti trop proche de l'envahisseur suédois protestant.

### XVIIIe–XIXesiècles
Le Tumulte de Thorn (Toruń, 1724) a lieu lors d'une procession mariale organisée par les Jésuites locaux, installés contre l'avis de la municipalité majoritairement luthérienne. Une supposée incivilité tourne à l'échauffourée. Au cours du procès qui en résulte, douze protestants sont condamnés à mort, dont le maire Johann Gottfried Roesner. Voltaire, parmi d'autres, en fait la preuve de l'intolérance qui règne alors en Pologne, en lien ou non avec l'anabaptisme mennonite. 
L'Église vieille-catholique, ou Union catholique internationale d'Utrecht ou Église catholique-chrétienne, se crée en 1723 en réaction contre l'intolérance de l'église catholique officielle de Contre-Réforme. L'Église mariavite (bien plus tard) est de cette tendance.
Le sarmatisme est une forme de reconstructionnisme protochroniste affirmant l'origine sarmate de la noblesse polonaise (szlachta). Une part de l'identité nationale tient à cette identification avec ce peuple cavalier scythique nomade. L'idée ancienne (Maciej Miechowita (en), 1517, puis la Liberté dorée) se développe dans la seconde moitié du XVIIIe siècle. Elle s'inscrit en littérature polonaise dans la période baroque (1620-1740).
Le Siècle des Lumières diffuse les Lumières : rationalisme, libéralisme, réforme, tolérance, idées républicaines, anticléricalisme, franc-maçonnerie. Les personnalités des Lumières polonaises existent aussi dans la haskala.
La Littérature polonaise a ainsi sa période des Lumières (1740-1822).
Après l'Insurrection de Novembre (1830-1831) et les répressions consécutives, la Grande Émigration (1831-1870) élargit énormément la diaspora polonaise en France (Polonia).
La littérature polonaise a sa période romantique (1822-1864).
Le Printemps des peuples polonais est l'Insurrection de Grande-Pologne (1848) (ou de Poznań), suivie de l'Insurrection de Janvier (1863-1864). La conséquence en est une émigration, plus intellectuelle et artistique, et pas seulement en France.
Entre 1896 et 1914, commence une nouvelle diaspora polonaise, d'ouvriers agricoles, d'abord saisonniers, puis de mineurs (sans dépasser les 10 000 immigrés.
Les Vieux luthériens (en), originellement luthériens allemands de Prusse, et surtout de Silésie, refusent de rejoindre l'Union prussienne des églises, dans les années 1830-1840. Ils forment l'Église évangélique luthérienne (vieille-luthérienne) (de), future Église protestante luthérienne indépendante.
Les tentatives de suppression des vieux luthériens ont conduit de nombreux émigrants en Australie, au Canada et aux États-Unis, entraînant la création d'importantes dénominations luthériennes dans ces pays, dont lesWends du Texas (en).
Ce mouvement s'apparente aux Freikirche (de) (Églises libres allemandes).
La Déclaration d'Utrecht (1889) est à l'origine de l'Église mariavite créée en 1887-1893, de l'Église polonaise-catholique, et en Amérique du Nord de l'Église catholique nationale polonaise, toutes trois Églises catholiques indépendantes avec quelques différences, et les mêmes persécutions sous différents régimes politiques.
Durant les 123 ans (1795-1918) de disparition de la Pologne écartelée entre trois empires, cherchant à russifier ou à germaniser, avec un sursaut national polonais, la religion juive est plutôt « malmenée ».
- Messire Thadée (1834, Adam Mickiewicz)
- Quo vadis ? (1895-1896, Henryk Sienkiewicz)

### XXesiècle
La Pologne obtient son indépendance effective le 11 novembre 1918, lors du retrait des unités d'occupation allemande et austro-hongroise. S'ensuit une guerre avec l'Ukraine indépendante et un soulèvement en Grande-Pologne, sous domination allemande. Les premières années de la deuxième république de Pologne sont difficiles, avec combats militaires pour redéfinir un territoire sur les trois grands empires voisins : Insurrection de Grande-Pologne (1918-1919), Silésie, Ruthénie, Ukraine, Russie. Le catholicisme qui a accompagné la renaissance polonaise peut à nouveau s'épanouir.
L'exode des Allemands de l'Europe de l'Est, à la suite du Pacte germano-soviétique (1939), concerne en Pologne, les Volksdeutsche que  sont les Allemands de Pologne (notamment de Posnanie et de « Prusse-Occidentale ») et les Germano-Baltes.
Leur retour partiel (Heim ins Reich) se définit en projets de colonisation, comme le Reichsgau Wartheland, et s'accompagne de l'expulsion des Polonais par l'Allemagne nazie (1939-1944). 
L'expulsion des Allemands d'Europe de l'Est (1944-1948) concerne 7 000 000 de personnes pour la Pologne, avec quoi disparaissent quelques millions de protestants, de toute obédience.
Parmi les protestants allemands, dès le début du nazisme (1933), s'est livré un combat d'églises, Kirchenkampf, entre un christianisme positif de l'Église protestante du Reich des Chrétiens allemands et l'Église confessante.
Les actuels Allemands de Pologne (n voïvodie d'Opole et voïvodie de Silésie principalement), généralement catholiques, intégrés, sont estimés à 150 000, mais ils pourraient être le triple, et ne cherchent pas à se distinguer des Polonais.
La Shoah en Pologne signifie l'extermination de 3 000 000 de Juifs (90 % de la population juive du pays).
La guerre signifie aussi la mort d'environ 3 000 000 de Polonais non juifs.
L'échange de population entre la Pologne et l'Ukraine soviétique (1944-1946), puis les expulsions collectives des Polonais de Russie, puis l'Opération Vistule (1947), entraînent la disparition rapide de l'ancienne communauté orthodoxe de Pologne.
Suivent à partir de 1945 les persécutions anti-chrétiennes dans le bloc de l'Est (1917-1990) (en), plus précisément la campagne anti-religieuse en Pologne (1944-1990) (en).
Malgré les guerres, la russification, l'athéisme d'État, le pays connaît le renouveau charismatique, le syndicalisme chrétien avec Solidarność, et de grandes figures chrétiennes catholiques, dont Stefan Wyszyński, Jerzy Popiełuszko, Jean-Paul II (ou les plus controversés Maximilien Kolbe ou Tadeusz Rydzyk (Radio Maryja)).
Les aveux de l'archevêque Stanisław Wielgus en 2011 sur sa fourniture de renseignements à la police politique à l'époque communiste (1973) tempèrent l'image d'une Pologne catholique positive, du moins dans la hiérarchie ecclésiastique.

### XXIesiècle
Des esprits libres interrogent le mythe de la Pologne catholique.
Pourtant, la déchristianisation de la société polonaise ne semble pas d'actualité, pas plus que le post-christianisme (en).
En chiffres, le catholicisme romain représente 30 820 prêtres, 20 000 religieuses, 10 204 églises, 500 sanctuaires.
En 2011, 87,0 % (à 92 %) de la population se déclarent catholiques, contre 1,3 % d'orthodoxes, 0,4 % de protestants, avec 0,3 % de Témoins de Jéhovah. Le taux d'observance religieuse, 40 %, fait de la Pologne l'un des pays les plus religieux en Europe.
Depuis 1990 et la dislocation du bloc soviétique, les pays qui en sont issus connaissent une renaissance de l'unitarisme et de l'antitrinitarisme, à travers l'universalisme unitarien, mais aussi l'évangélisme ou le restaurationnisme chrétien, qui paraissent ne pas vraiment encore émerger en Pologne.

### Néo-paganisme

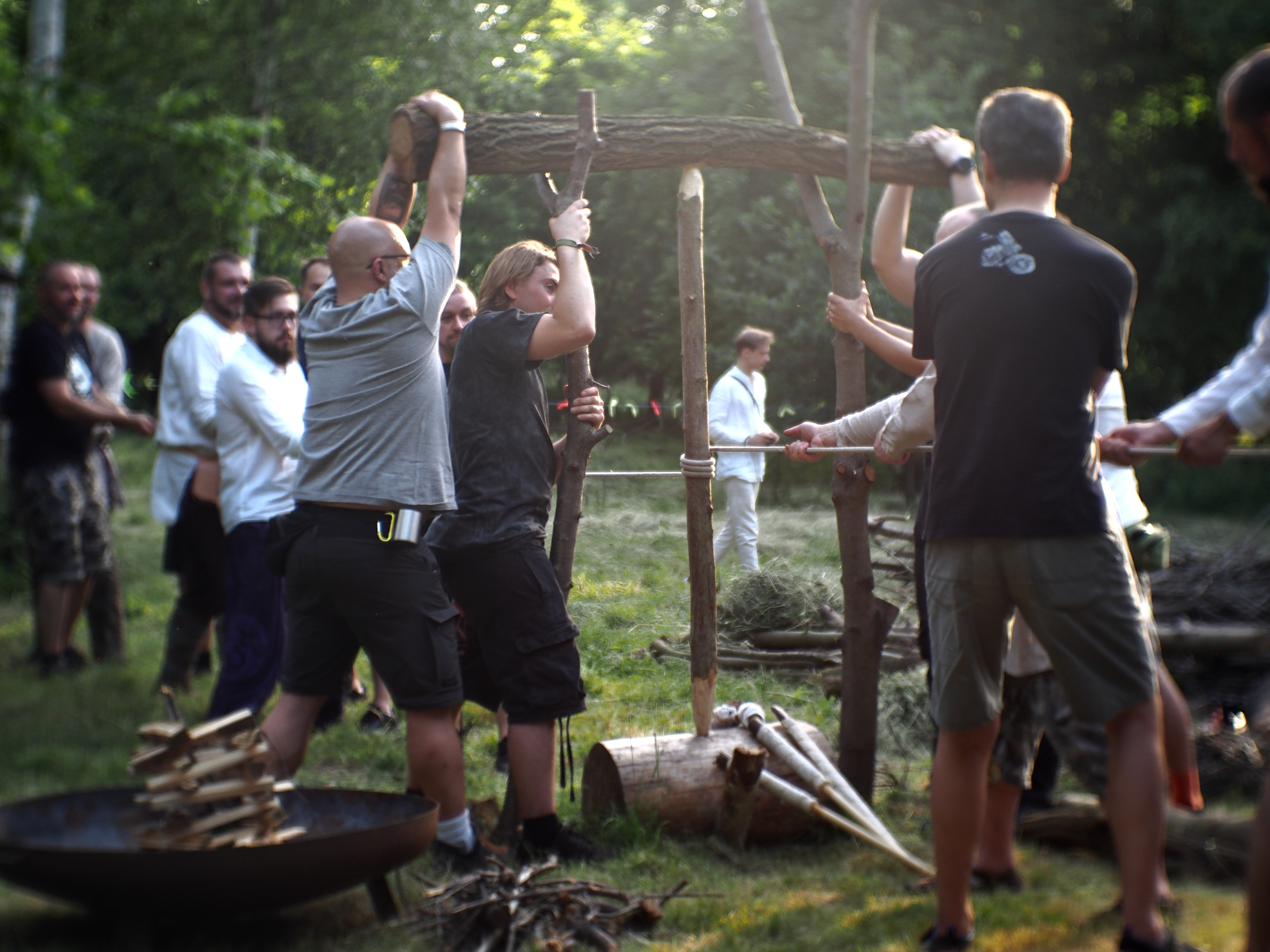
Rite d'allumer le feu pour la fête du Kupala, la montagne sacrée de Ślęża, Basse-Silésie

Le néopaganisme vise à revivifier et réinventer une partie des pratiques et traditions slaves occidentales et/ou nationales tchèques, au risque de retomber dans des dérives anciennes (1870-1940).
Il existe aussi quelques traces d'un néopaganisme européen de langue allemande (en), plutôt déplacé dans la région.
Le néopaganisme est un phénomène déjà ancien en Pologne, comme en Russie :
- Zadruga (mouvement) (en) (1937)
- Liste de mouvements religieux slaves traditionnels (en)
- Slavic Native Faith in Poland (en), Église natale de Pologne (hénotéisme, panthéisme, panenthéisme, polythéisme)
- Religious Organisation of Polish Rodnovers « Kin » (Związek Wyznaniowy Rodzimowierców Polskich Ród)[6]
- Paganisme en Pologne (en), Native Polish Church (en) (Rodzimy Kościół Polski)
- ZW Rodzima Wiara
- Wicca, religion ethnique, nationalisme ethnique, protochronisme, reconstructionnisme

### Nouveaux mouvements religieux
Parmi les quelques nouveaux mouvements religieux (NMR) visibles en Pologne contemporaine (2020) : les courants mondiaux du New Age, et des résurgences d'anthroposophie, théosophie, géomancie, ésotérisme.

## Repères en 2020
Pour une population d'approximativement 38 000 000 Polonais en 2020, selon les chiffres à comparer avec la dernière version polonaise de Wikipedia, en particulier pour toutes les dénominations religieuses ultra-minoritaires déclarées :

### Christianisme (85..90%)
- Christianisme (rubriques)
  - Église catholique (rubriques) (33 000 000, 87 %)
    - Église catholique romaine (Bogurodzica, Jasna Góra)
      - dont l'Église grecque-catholique ukrainienne (55 000)

  - Église vieille-catholique
    - Église polonaise-catholique (20 402),
    - Église catholique mariavite (1 980 fidèles) et l'Église mariavite (23 436 fidèles).

  - Église orthodoxe de Pologne (507 000 membres revendiqués, 1,3 %) dont l'Archidiocèse de Varsovie, Métropole de toute la Pologne
  - Orthodoxes vieux-croyants non presbytériens : Église vieille-orthodoxe pomore de Pologne (1 006 fidèles) et Église des vieux croyants[8]  (Modèle:Nobb)
  - Église protestante (rubriques), protestantisme en Pologne (en) (507 000 fidèles en 2018, 0,7 %)
    - Témoins de Jéhovah (129 270, 0,3 %)
    - Autres (145 600, 0,4 %) : dont Luthéranisme (Confession évangélique-luthérienne d'Augsbourg (61 300, 42 %), Pentecôtisme (22 429, soit 34 %) ( + Église de Dieu en Christ, 4 140 membres), Adventisme (7 %), Baptisme (4 864, 4 %), Méthodisme (3 %), Église réformée polonaise (2 %), Méthodisme (4 352) et autres (7 %)

### Autres religions ou spiritualités (< 2%)
- Islam en Pologne (rubriques) (< 6 000) en plusieurs affiliations
- Judaïsme en Pologne (rubriques) (1 860) (et 1 222 autres, et 169 Karaïtes)
  - Histoire des Juifs en Pologne, Festival de la culture juive de Cracovie depuis 1988, Liste de synagogues en activité en Pologne (en)
- Hindouisme en Pologne (en) (environ 1 000) en plusieurs affiliations
- Bouddhisme en Pologne (environ 12 000), en plusieurs affiliations
- Foi baha'ie en Pologne (en) (environ 224)
- Rose-Croix, École de la Rose-Croix d'Or (Lectorum Rosicrucianum), Rosicruciens (404)
- Rodnovérie, néopaganisme, reconstructionnisme religieux, Congrès européen des religions ethniques, Église natale de Pologne (4 000), Rodzima Viara (180 adeptes)

### Autres positions (< 10%)
- Agnosticisme (2,5 %), Irréligion en Pologne (en), athéisme
- Indifférence, prudence ou refus de se prononcer (7,1 %)
- Liberté de religion en Pologne
- Droits humains en Pologne[9]

#### Histoire de la Pologne
- Histoire de la Pologne, Culture de la Pologne, Littérature polonaise
- Franc-maçonnerie en Pologne depuis 1730
- Religieux polonais, Religieux catholiques polonais, Prêtres polonais
- Martyrs polonais de la Seconde Guerre mondiale
- Liste des cathédrales de Pologne
- Lieux de pèlerinage catholiques en Pologne (catégorie) (de)
- Liste de pèlerinages en Silésie (de)
- Liste de basiliques en Pologne (de)
- Musées religieux en Pologne (pl)
- Liste de synagogues en activité en Pologne (en)

#### Saints de Pologne
- Liste de saints catholiques (romains) polonais (en)

- Edwige de Silésie
- Hedwige Ire de Pologne
- Saint Casimir
- Stanislas Kostka
- André Bobola
- Maximilien Kolbe
- Jean-Paul II